# ديف إيوينغ
ديف إيوينغ (بالإنجليزية: Dave Ewing)‏ (10 مايو 1929 في المملكة المتحدة - 1 يوليو 1999) هو مدرب كرة قدم ولاعب كرة قدم بريطاني في مركز الوسط. لعب مع مانشستر سيتي ونادي هيبرنيان وأشتون يونايتد ونادي كرو ألكساندرا.

## وصلات خارجية
- ديف إيوينغ على موقع قاعدة بيانات كرة القدم.إي يو (الإنجليزية)